# Velike Pčelice
Velike Pčelice (cyr. Велике Пчелице) – wieś w Serbii, w okręgu szumadijskim, w mieście Kragujevac. W 2011 roku liczyła 498 mieszkańców.